# 熊谷市立別府中学校
熊谷市立別府中学校（くまがやしりつべっぷちゅうがっこう）は、埼玉県熊谷市にある公立中学校。

## 沿革
1947年（昭和22年）4月1日、別府国民学校から改称した別府村立別府小学校（後の熊谷市立別府小学校）の校舎内に別府村立別府中学校として創立され、同年5月3日に開校式を挙行。中学校校舎が3年後の1950年（昭和25年）3月15日に完成するまでは、小学校校舎の4教室を使って授業をしていた。
中学校校舎への移転から4年後の1954年（昭和29年）11月3日、別府村が熊谷市に編入されたことにより熊谷市立別府中学校と改称した。
開校以来長らく他校と同様の3学期制を採用していたが、2004年（平成16年）4月1日をもって2学期制へ移行した。

## 休業日
開校記念日（5月3日）、旧お盆期間（8月13日から8月16日）、秋季休業日、県民の日（11月14日）、年末年始（12月29日から1月3日）を休業日に定めている。

## 部活動
2024年（令和6年）時点で活動中の部を記載。

### 運動部
- 野球部
- ソフトボール部
- 男子バレーボール部
- 女子バレーボール部
- 男子卓球部
- 女子卓球部
- 剣道部

### 文化部
- 美術部